# Kerry Hudson
Kerry Hudson (Aberdeen, 1980) è una scrittrice britannica.

## Biografia
Nata ad Aberdeen nel 1980, vive e lavora a Londra.
Dopo una giovinezza nomade tra parcheggi per roulotte, bed and breakfast e alloggi in comune (esperienze alla base del memoir Lowborn del 2019), ha esordito nel 2012 con il romanzo parzialmente autobiografico Tutti gli uomini di mia madre ottenendo lo Scottish First Book Award l'anno successivo.
In seguito ha pubblicato il romanzo Sete nel 2014 con il quale ha vinto il Prix Femina Étranger.
Insegnante presso la National Academy of Writing di Cambridge, i suoi libri sono stati tradotti in Italia, Francia e Stati Uniti.

## Opere

### Romanzi
- Tutti gli uomini di mia madre (Tony Hogan bought me an ice-cream float before he stole my ma, 2012), Roma, Minimum fax, 2016 traduzione di Federica Aceto ISBN 978-88-7521-708-2.
- Sete (Thirst, 2014), Milano, Beat, 2016 traduzione di Federica Aceto ISBN 978-88-6559-273-1.

### Memoir
- Lowborn (2019)

## Premi e riconoscimenti
- Scottish First Book Award: 2013 per Tutti gli uomini di mia madre
- Prix Femina Étranger: 2015 per Sete